# آزمون جمله
در ریاضیات، آزمون واگرایی جملات یک آزمون ساده برای واگرایی یک سری نامتناهی است:
- اگر حد جملات سری صفر نباشد یا این حد وجود نداشته باشد آنگاه سری واگرا است.

بسیاری از کتاب‌های درسی نام مشخصی برای این آزمون در نظر نمی‌گیرند یا از نام دیگری استفاده می‌کنند.

## استفاده
بر خلاف آزمون‌های قوی‌تر هم‌گرایی، این آزمون نمی‌تواند همگرایی یک سری را ثابت کند. به بیان دقیق‌تر، عکس این آزمون درست نیست. 
سری هارمونیک یک مثال کلاسیک از یک سری واگراست که حد جملات آن صفر است.